# Gerasimova
Gerasimova (Russisch: Герасимова) is een eiland in de Baai van Peter de Grote (Japanse Zee), aan de buitenrand van de Slavjanskibaai, op 41 kilometer ten zuidwesten van de stad Vladivostok en 8,5 kilometer ten noorden van de plaats Slavjanka. Bestuurlijk gezien vormt het onderdeel van het gemeentelijk district Chasanski van de Russische kraj Primorje. Het eiland is onbewoond, maar wordt in de zomer vaak bezocht door toeristen en dagjesmensen.

## Geografie
Het eiland is van noord naar zuid ongeveer 1440 meter lang, meet op haar breedste punt ongeveer 300 meter en steekt tot 62 meter op uit de zee. De oevers zijn hoog, abrupt en rotsachtig. Het eiland is grotendeels bedekt met struiken en gras. Door Straat Stenina wordt ze gescheiden van het eiland Sidorova ten noorden ervan. Aan zuidzijde van het eiland bevindt zich vuurtoren Gerasimov.

## Geschiedenis
Het eiland werd voor het eerst beschreven in 1862 tijdens een expeditie onder leiding van marineofficier Vasili Babkin op het korvet Kalevala en werd vernoemd naar stuurman V.I. Gerasimov.